# Xaltan
Xaltan (ryska: Халтан) är en ort i Azerbajdzjan.   Den ligger i distriktet Quba Rayonu, i den nordöstra delen av landet, 120 km nordväst om huvudstaden Baku. Xaltan ligger 1 088 meter över havet och antalet invånare är 595.
Terrängen runt Xaltan är kuperad österut, men västerut är den bergig. Runt Xaltan är det ganska glesbefolkat, med 47 invånare per kvadratkilometer.. Närmaste större samhälle är Konakh-Kent, 12,6 km nordväst om Xaltan. 
Trakten runt Xaltan består till största delen av jordbruksmark.